# Liste der Kulturdenkmäler in Linden (Pfalz)
In der Liste der Kulturdenkmäler in Linden sind alle Kulturdenkmäler der rheinland-pfälzischen Ortsgemeinde Linden aufgeführt. Grundlage ist die Denkmalliste des Landes Rheinland-Pfalz (Stand: 21. Juli 2023).

## Einzeldenkmäler
| Bezeichnung            | Lage                        | Baujahr | Beschreibung                                                                          | Bild            |
| ---------------------- | --------------------------- | ------- | ------------------------------------------------------------------------------------- | --------------- |
| Wohnhaus               | Bergstraße 8 Lage           | 1702    | barockes Fachwerkhaus, bezeichnet 1702, Erdgeschossgliederung aus dem 19. Jahrhundert | BW              |
| Protestantische Kirche | Krickenbacher Straße 4 Lage | 1797    | Saalbau, bezeichnet 1797                                                              | Fotos hochladen |
| Schulhaus              | Schulstraße 4 Lage          | 1904/05 | historisierender Walmdachbau, 1904/05                                                 | BW              |